# Vliegtuigcrash in Sevilla
Op 9 mei 2015 stortte bij Sevilla een Airbus A400M Atlas, een militair transportvliegtuig, neer na het opstijgen vanaf  luchthaven San Pablo de Sevilla. Er waren zes mensen aanwezig in het vliegtuig (allen Spanjaarden), waarvan vier mensen zijn omgekomen. Na het opstijgen kwam er al snel een melding van een technische fout binnen en moest het toestel vermoedelijk een noodlanding maken. Het raakte daarbij een hoogspanningsmast, waarna het al snel met 915 meter per minuut daalde en neerstortte in een weiland, 1,5 kilometer van het vliegveld vandaan.

## Toestel
Het vliegtuig was een Airbus A400M bestemd voor de Turkse luchtmacht, met serienummer MSN023.
Duitsland, Frankrijk, Spanje, Turkije, België, Luxemburg en het Verenigd Koninkrijk hebben besloten het vliegtuig te laten bouwen, waarvan Spanje er 27 bestelde. De bouw begon in 2011. Het toestel moet de Lockheed C-130 Hercules vervangen. Het toestel dat neerstortte werd in Sevilla getest en afgebouwd.

## Onderzoek
Op 10 mei 2015 werden de flightdatarecorder en de cockpitvoicerecorder (de zwarte dozen van het vliegtuig) gevonden.

## Reactie
In reactie op het ongeluk besloten de Britse, Duitse en Turkse luchtmacht voorlopig geen testen met de Airbus uit te voeren. 
TransAsia Airways-vlucht 235 (4 februari) · Delta Air Lines-vlucht 1086 (5 maart) · Helikopterbotsing bij Villa Castelli (9 maart) · Germanwings-vlucht 9525 (24 maart) · Air Canada-vlucht 624 (29 maart) · Asiana Airlines-vlucht 162 (14 april) · Turkish Airlines-vlucht 1878 (25 april) · Vliegtuigcrash in Sevilla (9 mei) · Kogalymavia-vlucht 9268 (31 oktober)